# TQM (canción)
«TQM» (iniciales de «Te quiero mucho») es una canción interpretada por el grupo estadounidense de música regional mexicana Fuerza Regida. Fue escrita por Brandon Daniel Candia Núñez, Miguel Armenta, Cristian Humberto Ávila Vega (conocido como Chino Pacas) y el vocalista del grupo Jesús Ortíz Paz y fue producida por Ortíz Paz, Armenta, Ángel Tumbado y Jimmy Humilde. Se lanzó el 19 de mayo de 2023 como el sencillo líder de su álbum Pa las baby's y belikeada (2023) a través de Rancho Humilde, Street Mob Records y fue distribuida por Sony Music Latin.
Musicalmente la canción es un corrido tumbado con arreglos de música sierreña y urbana. La canción se colocó en la posición número 34 de la lista Billboard Hot 100 y número 15 en el Global 200, mientras que fue top 5 en México y en Hot Latin Songs.

## Antecedentes y lanzamiento
El 19 de abril de 2023, Ortíz Paz subió a su perfil de TikTok un video en el que mostraba una fragmento del audio de la canción específicamente el inicio del coro, el video y su audio se hicieron virales en ese momento usándose 110 mil veces aproximadamente. Después, él mismo publicó un número de celular en sus redes sociales, al que se podía marcar por llamada y escuchar un fragmento más de la canción, lo que generó una expectaviva de un mes entre sus seguidores.
Se publicó de manera oficial el 19 de mayo y su estreno estuvo acompañado del video musical, subido en el canal oficial de YouTube del grupo.

## Recepción

### Comentarios de la crítica y los medios
El periódico El Debate expresó por el lanzamiento: "(Fuerza Regida) ha demostrado una vez más su habilidad para capturar la vida moderna a través de su música, mezclando los ritmos urbanos y las melodías de la música de banda, con letras auténticas y motivadoras". El diario El Imparcial publicó: "...(«TQM») consolida el poder de la música de la banda y su conexión con los fans." La periodista y conductora La Chicuela opinó en su sitio web: "El fenómeno de «TQM» demuestra que Fuerza Regida sigue siendo una de las fuerzas más impactantes en la escena de la música regional mexicana. Con su talento innegable y su habilidad para conectar con sus fans, no hay duda de que Fuerza Regida seguirá dominando las listas de éxitos".

### Desempeño comercial
Después de haber sido viral en TikTok antes de su lanzamiento, la canción fue bien recibida en plataformas de streaming ya que en su día de estreno acumuló más de 13,1 millones de reproduciones en todas las plataformas. Se enlistó en el top 20 de la lista global de Spotify y en el top 10 en Apple Music en sus primeras horas de publicación. La canción debutó la semana del 28 de mayo de 2023 en la posición número 35 de la lista Billboard Hot 100 de Estados Unidos —siendo su canción con el segundo puesto más alto por debajo del sencillo «Bebé dame»— también debutó en el puesto 19 del Global 200 y en los puestos número 5 del Hot Latin Songs y de Mexico Songs respectivamente.

## Video musical
Un video musical se estrenó al momento de la publicación de la canción como sencillo, fue dirigido por DBM y grabado en una residencia lujosa en la zona de Los Ángeles, California con la aparición de la actriz estadounidense Lana Rhoades. En su día de estreno el video contó con 6 millones de visualizaciones en YouTube y se colocó en el número 4 de tendencias en México, para semanas después ocupar el puesto 2.

## Posicionamiento en listas
| Lista (2023)                       | Mejor posición |
| ---------------------------------- | -------------- |
| Estados Unidos (Billboard Hot 100) | 34             |
| Estados Unidos (Hot Latin Songs)   | 5              |
| Global 200 (Billboard)             | 15             |
| México (Mexico Songs)              | 2              |

## Certificaciones
| País   | Organismo certificador | Certificación    | Ventas certificadas | Ref.   |
| ------ | ---------------------- | ---------------- | ------------------- | ------ |
| México | AMPROFON               | 4× platino + oro | 630 000             | [ 16 ] |